# Smolarzyny
Smolarzyny ist eine Ortschaft mit einem Schulzenamt der Gemeinde Żołynia im Powiat Łańcucki der Woiwodschaft Karpatenvorland in Polen.

## Geschichte
Der Ort am linken, nördlichen Ufer des Wisłoks, am südlichen Rand des Sandomirer Urwalds im Sandomirer Becken auf schlechtem Sandboden wurde im Jahr 1589 als Smolarzyska urkundlich erwähnt. Der Ortsname war vom Appellativ *smolarzysko in pluralen Form abgeleitet und bezeichnete einen Ort, wo es früher eine Teerbrennerei (poln. smolarnia) gab, sekundär Smolarzyny durch Ausrichtung zu den benachbarten Ortsnamen wie Brzeziny, Jedliny usw. Der Ortsname ist deutlich polnischer Herkunft im Gebiet der ehemaligen Przemyśler Landes der Woiwodschaft Ruthenien.
Kurt Lück bezeichnete das Dorf als eine Tochtersiedlung der Łańcuter Walddeutschen, was den polnischen Forscher Wojciech Blajer verblüffte, weil nur 5 der 17 Bauern im Jahr 1600 deutsche Familiennamen trugen, darunter nur 2 deutsche Vornamen.
Bei der Ersten Teilung Polens kam Smolarzyny 1772 zum neuen Königreich Galizien und Lodomerien des habsburgischen Kaiserreichs (ab 1804).
1918, nach dem Ende des Ersten Weltkriegs und dem Zusammenbruch der k.u.k. Monarchie, kam der Ort zu Polen. Unterbrochen wurde dies nur durch die Besetzung Polens durch die Wehrmacht im Zweiten Weltkrieg.
Von 1975 bis 1998 gehörte Smolarzyny zur Woiwodschaft Rzeszów.